# 芦田朋輝
芦田 朋輝（あしだ ともき、1995年3月24日 - ）は、ジャパンラグビーリーグワンマツダスカイアクティブズ広島に所属するラグビー選手でチームの主将。

## プロフィール
- 愛知県出身[1]。
- ポジションはフランカー(FL)、ナンバーエイト(No.8)。
- 身長 183cm、体重 102kg。

## 略歴
京産大でプレーしていた叔父の試合を見て高校からラグビーを始めた。
2013年、名南工業高校卒業後、愛知工業大学に入る。
愛知工業大学卒業後、2018年、マツダブルーズーマーズ(現・マツダスカイアクティブズ広島)に加入。同年9月8日に行われたトップチャレンジリーグ第1節近鉄ライナーズ戦に先発出場で公式戦初出場を果たした。
2024年、マツダスカイアクティブズ広島の主将に就任。

## 受賞歴

### ジャパンラグビーリーグワン
- 2024-25リーグワンMVP(DIVISION 3)